# امتعاض
في الفلسفة، يعتبر الامتعاض (بالإنجليزية: Ressentiment)‏ أحد أشكال الغيظ أو العداء. كان هذا المفهوم ذا أهمية خاصة لبعض مفكري القرن التاسع عشر، وأبرزهم فريدريك نيتشه. وفقًا لاستخدامها، فإن الامتعاض هو شعور بالعداء تجاه شيء يعرفه المرء على أنه سبب إحباطه، أي إلقاء اللوم على إحباطه. إن الشعور بالضعف أو عقدة الدونية وربما حتى الغيرة في مواجهة "السبب" يولد نظام قيم مرفوض/مبرر، أو أخلاق، تهاجم أو تنكر المصدر المتصور لإحباط الفرد. يتم بعد ذلك استخدام نظام القيم هذا كوسيلة لتبرير نقاط ضعف الفرد من خلال تحديد مصدر الإحباط على أنه أدنى موضوعيًا، ويعمل كآلية دفاع تمنع الفرد المستاء من معالجة نقاط عدم الأمان والعيوب والتغلب عليها. تخلق الأنا عدوًا لعزل نفسها عن الذنب.